# Hubert Gosch
Hubert Gosch (* 4. Juni 1940 in Neu Malchow) ist ein Generalmajor außer Dienst des Heeres der Bundeswehr und war zuletzt stellvertretender Befehlshaber des Heeresführungskommandos, Kommandeur der Truppen Oberste Bundeswehrführung und Heeresführungstruppen in Koblenz.

## Leben

### Ausbildung und erste Verwendungen
Gosch trat 1960 in die Bundeswehr ein und durchlief als Offizieranwärter die Offizierausbildung zum Offizier des Truppendienstes. Von 1962 bis 1964 studierte er Wirtschaftswissenschaften in Münster. Es folgten Verwendungen als Zugführer, Batterieoffizier, S2/S1-Offizier (Militärisches Nachrichtenwesen/Personal) und Batteriechef im Panzerartilleriebataillon 215.

### Dienst als Stabsoffizier
Von 1972 bis 1974 absolvierte Gosch im 15. Generalstabslehrgang Heer an der Führungsakademie der Bundeswehr in Hamburg die Ausbildung zum Offizier im Generalstabsdienst. Danach war er Referent im Führungsstab der Streitkräfte (Fü S) im Bundesministerium der Verteidigung (BMVg) auf der Hardthöhe in Bonn, von 1978 bis 1980 G3 der Panzergrenadierbrigade 17 in der Boehn-Kaserne in Hamburg-Rahlstedt und von 1980 bis 1982 Bataillonskommandeur des Panzerartilleriebataillons 177 in derselben Liegenschaft. Es folgte 1982 bis 1984 eine Tätigkeit als Referent im Führungsstab des Heeres (Fü H) I 3 im BMVg und von 1984 bis 1985 als Chef des Stabes der 6. Panzergrenadierdivision in der Hindenburg-Kaserne in Neumünster. 1986 war er Mitglied des Royal College of Defence Studies in London, Vereinigtes Königreich.

### Dienst als General
Am 27. März 1987 übernahm Gosch als Brigadekommandeur die Führung über Panzerbrigade 33 in der Cambridge-Dragoner-Kaserne in Celle. Auf diesem Dienstposten wurde er vom Oberst zum Brigadegeneral befördert. Anschließend war er ab dem 22. Dezember 1988 Chef des Stabes des I. Korps in Münster, ab Oktober 1992 stellvertretender Kommandierender General und Kommandeur der Korpstruppen des II. Korps in der Kienlesberg-Kaserne in Ulm und ab 1995 stellvertretender Befehlshaber des Heeresführungskommandos, Kommandeur der Truppen Oberste Bundeswehrführung und Heeresführungstruppen in der Falckenstein-Kaserne in Koblenz.
Im September 2000 wurde Gosch in den Ruhestand versetzt.

### Auslandseinsätze
- Juli bis Dezember 1998: Chef des Stabes im Hauptquartier SFOR, Sarajevo, Bosnien und Herzegowina

### Auszeichnungen
- 1984: Bundesverdienstkreuz 1. Klasse
- 1989: Ehrenkreuz der Bundeswehr in Gold

## Privates
Gosch ist verheiratet, evangelisch und hat drei Kinder.